# Étoile Filante de Ouagadougou
Étoile Filante de Ouagadougou je fotbalový klub z města Ouagadougou v Burkině Faso. Byl založen roku 1955 a hraje na stadionu Stade du 4 Août (stadion 4. srpna) s kapacitou 35 000 míst. Soutěží v burkinafaské nejvyšší lize. Klubové barvy jsou bílá a modrá, v klubovém logu je modrá pěticípá hvězda.

## Úspěchy
- 13× vítěz 1. burkinafaské ligy: 1965, 1985, 1986, 1988, 1990, 1991, 1992, 1993, 1994, 2001, 2008, 2014[2]
- 20× vítěz Coupe du Faso (burkinafaský pohár): 1963, 1964, 1965, 1970, 1972, 1975, 1976, 1985, 1988, 1990, 1992, 1993, 1996, 1999, 2000, 2001, 2003, 2006, 2008, 2011[3]
- 6× vítěz burkinafaského Superpoháru: 1993/94, 1995/96, 1998/99, 2002/03, 2005/06, 2010/11[4]